# Нью-Йорк Космос (1970–1985)
«Нью-Йорк Космос» (англ. New York Cosmos) — американська футбольна команда, яка грала у нині вже неіснуючій Північноамериканській футбольній лізі (NASL), де була однією з найсильніших і конкурентоспроможних команд. Вона була заснована в 1971 році братами Ахметом і Несухі Ертегюнами, засновниками звукозаписної компанії Atlantic Records. Команда базувалася в Нью-Йорку і його передмістях і припинила свою діяльність в 1985 році після закриття NASL.
В свій час в клубі грали такі відомі гравці, як бразильський футболіст Пеле і німецька зірка Франц Беккенбауер, які були головними визначними пам'ятками клубу за час їх перебування в команді.

## Історія
Клуб був заснований в 1970 році братами Ахметом і Несухі Ертегюнами і президентом компанії Warner Communications Стівом Россом. Першим новобранцем команди був англієць Клайв Тоє, колишній спортивний журналіст, який переїхав в Сполучені Штати в 1967 році.
У 1971 році команда була зареєстрована в Північноамериканській футбольній лізі і досягла півфіналу в дебютному сезоні, а наступного року виграла лігу. Втім, після цього команда довго нічого не могла виграти у своїй лізі. Одним із головних творців перших успіхів клубу був бермудець Ренді Гортон який став найкращим бомбардиром клубу протягом перших чотирьох сезонів існування.

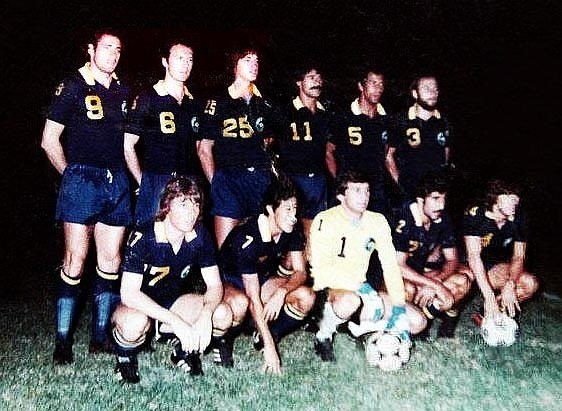
«Нью-Йорк Космос» у березні 1980 року. У складі присутні зокрема Джорджо Кіналья (9), Франц Бекенбауер (6), Ромеріто (7) та Карлос Альберто Торрес (5)

У 1975 році «Космос» залучив до команди «короля футболу» Пеле. Заробітна плата триразового чемпіону світу стала космічною в той час — 1,4 мільйона доларів на рік. Проте клуб несподівано з бразильською зіркою не зумів вийти в плей-офф, залишаючись третім у своєму дивізіоні. У наступному 1976 році клуб придбав форварда «Лаціо» Джорджо Кіналью, який став найкращим бомбардиром в історії клубу з 193 голами, а «Космос» знову став однією з провідних команд країни, коли 1977 року зіркові захисники Карлос Альберто Торрес та Франц Бекенбауер приєдналися до команди. Завдяки цій групі світових зірок команда виграла титули в 1977 та 1978 роках.
Після закінчення кар'єри Пеле інтерес до NASL різко знизився. «Космос» став чемпіоном у 1980 та 1982 роках, а Джорджо Кіналья став п'ятикратним найкращим бомбардиром Ліги під час свого перебування в «Космосі», три з яких поспіль. У 1984 році після закриття ПАФЛ (Північноамериканської футбольної ліги) через слабкий інтерес до футболу в країні, «Космос» зробив спроби організувати незалежну команду, але ці плани не увінчалися успіхом, і клуб припинив свою діяльність в 1985 році. Продовжував існувати тільки молодіжний склад команди.
Назву клубу було продано в 2009 році новій організації, створеній Пеле. 1 серпня 2010 року Пеле оголосив про відродження «Нью-Йорк Космос». З осінньої частини сезону 2013 нова команда виступає у відродженій у 2009 році Північноамериканській футбольній лізі (NASL).

## Назва і кольори команди
Назва команди була придумана Клайвом Тоє, тодішнім першим генеральним менеджером клубу. Тоє назвав команду за аналогією з назвою бейсбольної команди «Нью-Йорк Метс», тобто «нью-йоркські метрополити», «жителі метрополії». Футбольна команда отримала ім'я «Космос», тобто дослівно «нью-йоркські космополіти», «громадяни світу» Назва офіційно була утверждена 4 лютого 1971 року.

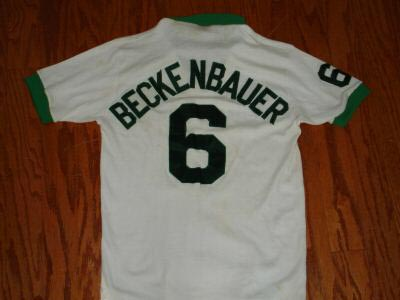
Футболка Франца Бекенбауера у «Космосі» зразка 1977 року.

Для клубу Клайв Тоє вибрав кольори бразильського прапора, сподіваючись у майбутньому заманити бразильського віртуозного гравця Пеле в США.
|         |
| 1971–72 |

|         |
| 1973–75 |

|         |
| 1975–85 |

|                   |
| 1975–79 (запасна) |

|                   |
| 1979–85 (запасна) |

## Найвідоміші гравці
- Пеле (1975—1977)
- Франц Бекенбауер (1977—1980 та 1983)
- Джорджо Кіналья (1976—1983)
- Оскар Бернарді (1979—1980)
- Владислав Жмуда (1984)
- Карлос Альберто Торрес (1977—1980 і 1982)
- Йоган Нескенс (1979—1984)
- Ромеріто (1980—1983)
- Мордехай Шпіглер (1974—1977)

## Досягнення
- Чемпіон Північноамериканської футбольної ліги (5): 1972, 1977, 1978, 1980, 1982.
- Трансатлантичний кубок (Trans-Atlantic Challenge Cup) (3): 1980, 1983, 1984.